# قائمة أوفا المحقق كونان
الأوفا (بالإنجليزية: OVA) هي حلقات تحتوي على قصص لا ترتبط بسلسلة الحلقات التلفزيونية أو بأفلام بأفلام الأنمي، وفي بعض الأحيان تحتوي على شخصيات خارجة عن شخصيات المسلسل المعروفة.
أنتجت عدة حلقات خاصة قصيرة (بالإنجليزية: OVA) وهي الحلقات التي تحتوي على قصص لا ترتبط بسلسلة الحلقات التلفزيونية أو بالأفلام، وبعضها يحتوي على شخصيات مثيرة مثل كايتو كيد ويايبا اللذان أخذا من أعمال المؤلف غوشو أوياما الأخرى. ومدة عرض الحلقة الواحدة من 23 إلى 25 دقيقة. لم تدبلج أي من هذه الحلقات للغة العربية، لكن هناك ترجمات غير رسمية لها على الأنترنت بالعربية.
أنتج حتى الآن 12 حلقة خاصة، واحتوت بعض الحلقات على شخصيات أخذت من أعمال المؤلف غوشو أوياما الأخرى، مثل كايتو كيد ويايبا. تصل مدة عرض الحلقة الواحدة حوالي 23 إلى 25 دقيقة. لم تدبلج أي من هذه الحلقات للغة العربية.
أسماء حلقات الأوفا المترجمة كالتالي:

## القائمة
| 1. (2001) كونان ضد كيد ضد يايبا. 2. (2002) الستة عشر مشتبها. 3. (2003) كونان وهيجي والطفل المفقود. 4. (2004) كونان، كيد، والأم البلورية. 5. (2005) المستهدف هو كوغورو!! تقرير «فرقة المتحرين الصغار». 6. (2006) البحث عن الجوهرة المفقودة! كونان.. هيجي.. ضد كيدو. | 1. (2007) رسالة تحدي من البروفيسور أغاسا للمتحرين الصغار. 2. (2008) قضية مفكرة المتحرية طالبة المدرسة الثانوية سوزوكي سونوكو. 3. (2009) الغريب بعد مرور 10 سنوات. 4. (2010) كيد في جزيرة مفخخة. 5. (2011) طلب سري من لندن. 6. (2012) معجزة إكسكاليبور. |

## الأوفا
| رقم | عنوان الأوفا | تاريخ العرض الياباني | الإخراج                    | القصة، والسيناريو                   | مركز الرسوم المتحركة |
| --- | --- | -------------------- | -------------------------- | ----------------------------------- | -------------------- |
| 1   | كونان ضد كيد ضد يايبا تطلب أحد العائلات من كوگورو موري حماية سيف ثمين من كايتو كد. | 2000                 | ياسويتشيرو ياماموتو        | ياسويتشيرو ياماموتو، كازوناري كوتشي | طوكيو موفي شينشا     |
| 2   | الستة عشر مشتبهًا تنكسر زجاجة نبيذ ثمينة في منزل المفتش شيراتوري، هناك 16 من أصدقاء كونان وجميعهم مشتبهين. | 2002                 | ياسويتشيرو ياماموتو        | ياسويتشيرو ياماموتو، كازوناري كوتشي | طوكيو موفي شينشا     |
| 3   | كونان وهيجي والطفل المفقود أثناء زيارة لكونان وران لأوساكا يصادفون ثلات أطفال يشبهون لحد كبير ميتسوهيكو، أيومي وجينتا كانوا يبحثون عن صديقهم طلبوا مساعدة كونان ماذا حدث يا ترى؟؟ | 2003                 | ياسويتشيرو ياماموتو        | كو ماتسوزونو، كازوناري كوتشي        | طوكيو موفي شينشا     |
| 4   | كونان، كيد، والأم البلورية يستهدف كايتو كد جوهرة تسمى "الأم الثمينة" على متن قطار. | 2004                 | ماساتو ساتو                | يوزو أوكي، كازوناري كوتشي           | طوكيو موفي شينشا     |
| 5   | المستهدف هو كوغورو!! تقرير فرقة المتحرين الصغار تقرير "فرقة المتحرين الصغار": يريد أعضاء فريق المتحرين الصغار التعرف على مهنة كوغورو عن قرب ليوم واحد، فماذا حدث يا ترى؟ | 2005                 | ماساتو ساتو                | ماساهارو أوكواكي، كازوناري كوتشي    | طوكيو موفي شينشا     |
| 6   | البحث عن الجوهرة المفقودة! كونان وهيجي ضد كيد! يتلقى كونان اتصال خاطئ من مختطف صوته يشبه صوة هيجي، عليه أن يتصرف، يتصل بهيجي ويطلب منه الاتصال بجميع وكالات التحري ليجدوا من هو المستهدف. ماذا حدث بعدها يا ترى؟؟ | 2006                 | ماساتو ساتو                | ماسانوري ميزوهارا، كازوناري كوتشي   | طوكيو موفي شينشا     |
| 7   | رسالة تحدي من البروفيسور أغاسا للمتحرين الصغار بهدف اللعب، أرسل الدكتور أگاسا رسالة اختطاف لفريق المتحرين الصغار، ولكن تم اختطاف الدكتور في الواقع، فهل سيتمكن كونان من إيجاده؟ | 2007                 | ياسويتشيرو ياماموتو        | شيغيهارو تاكاهاشي، كازوناري كوتشي   |                      |
| 8   | قضية مفكرة المتحرية طالبة المدرسة الثانوية سوزوكي سونوكو عرض على سونوكو كتابة مسرحية لجمع التبرعات، كاتبتنا الموهوبة تواجه مشكلة فهل سيساعدها كونان على حلها؟؟ | 2008                 | ياسويتشيرو ياماموتو        | كازوتويو يامادا، كازوناري كوتشي     |                      |
| 9   | الغريب بعد مرور 10 سنوات تعطي هايبرا لكونان مضاد للعقار لأنها أرادت أن تجرب عليه التعديلات الجديدة، يستيقظ كونان بعدما عاد لشكله الطبيعي، يذهب إلى الثانوية وفي الطريقيرى أن كل شيء تغير، عندما وصل إلى الثانوية كانت الصدمة، وجد نادي التحقيقات وأيومي ميتسوهيكو جينتا وهايبرا في الداخل!! لقد مرت 10 سنوات ولا زالت هايبرا لم تجد المضاد. | 2009                 | كوجين أوتشي                | تاكاومي كانيزاكي، كازوناري كوتشي    | طوكيو موفي شينشا     |
| 10  | كيد في جزيرة مفخخة يتم استدراج كيد لسرقة جوهرة مزيفة، ويتكلف المحققون الصغار باصطياده. | 2010                 | مينورو توزاوا، كيكو ساساكي | هاتسوكي تسوجي، كازوناري كوتشي       |                      |
| 11  | طلب سري من لندن | 2011                 | نوبوهارو كاماناكا          | كازوناري كوتشي                      |                      |
| 12  | معجزة إكسكاليبر الحلقة تكون مع فرقة المحققين الصغار لمساعدة إحدى لاعبات كرة القاعدة لاستعادة ثقتها بذاتها. | 2012                 | نوبوهارو كاماناكا          | كازوناري كوتشي                      |                      |

## أحداث الحلقات

### الغريب بعد مرور 10 سنوات
هي الأوفا التاسعة التي بُثت عام 2009، وتبدأ الحلقة بعد إصابة كونان بالزُّكام، ويستقبل اتصالًا من أي هايبرا لإعلامه برغبتها تجربة عقار جديد مضاد لأبوتوكسين 4869. وتبدأ الأحداث بعد ذهابه لمنزل دكتور أغاسا.

### طلب سري من لندن
هي الأوفا الحادية عشرة التي بُثت عام 2011. تدور أحداث هذه الأوفا حول سفر شينتشي والدكتور أغاسا إلى لندن برفقة ران ووالدها، وذلك بعد دعوة تلقّوها من السيدة دايانا. فكرة الأوفا مستوحاة من سداسية لندن.
 